# Maszk szalon
A Maszk szalon Bagi Aranka humoros írásainak gyűjteménye, mely 1998-ban jelent meg az Accordia Kiadó gondozásában.
A kötet anyagát a szerző az 1965 és 1985 között született írásaiból válogatta össze. Humoreszkjeinek, monológjainak, jeleneteinek egy része akkor keletkezett, amikor az alkotó egy-egy válságos élethelyzeten túljutva ironikus szemmel tudott a saját múltjára visszatekinteni.
A kötetben megtalálható a Favágók című jelenet, mely 1983-ban országos sikert ért el. A televíziós feldolgozást azóta több alkalommal megismételte a Magyar Televízió. Színpadon napjainkban is szívesen játsszák amatőr színjátszócsoportok és hivatásos színtársulatok.
Öngól című egyfelvonásosa saját rendezésében aranyminősítést kapott 1985-ben Sárospatakon, az Országos Diáknapokon.
Szatírát, humoreszket, vidám, színpadi jeleneteket csakis a bölcs emberek tudnak írni, hiszen a dolgok fonákját csupán az evidenciák megértése után lehet láttatni. A koherens írói, gondolati rendszerek sajátja, hogy a valóság olyan szegmentumaira döbbentenek rá, amelyek megvilágosítják elménk, felszabadítanak. [...] S talán az sem a hazárd játéka, hogy ha e könyvben valaki magára ismer, az nem a véletlen, hanem Bagi Aranka műve...